# Orangina
Orangina és una marca de gasosa no alcohòlic francès, fet a partir de taronges i llimones. Pertany al grup Orangina Schweppes, propietari també del grup japonès Suntory.
Segons el lloc web anglès de la marca, «la fórmula exacta és un secret fortament guardat, però Orangina es compon d'una proporció elevada de suc i de polpa de taronja : la beguda es compon d'una unitat 12% de suc, i de 2% de polpa. » La celebritat de la marca ve en part de l'originalitat de la seva ampolla, en forma de taronja amb una superfície granulada, que mai no ha canviat des de la seva creació. La recepta de la beguda és diferent segons l'envàs en el qual és venut. Només la beguda venuda en ampolla de vidre manté la recepta original sense conservants (la conservació és assegurada per pasteurització), mentre que la venuda en els altres tipus d'envasos (ampolla de plàstic, llauna d'alumini) conté benzoat de sodi, sorbat de potassi i té una pressió carbonatada més important.

## Origen
A la fira de Marsella de 1936, Léon Beton (nadiu de Boufarik, Algèria) es va inspirar en la invenció d'un farmacèutic valencià, el doctor Trigo. Léon Beton va decidir adquirir la fórmula i la marca del producte del doctor Trigo, la Naranjina, que no era altra cosa que el Trinaranjus. Afegint aigua gasificada a la barreja, va començar a produir Naranjina (naranja significa "taronja" en espanyol), que poc després s'anomenaria «Orangina» (orange és "taronja" en francès). Aquest producte va tenir un ràpid èxit a Algèria, un mercat llavors en plena efervescència.
El 1951, el seu fill, Jean-Claude Beton, va crear a Boufarik la Compagnie Française des Produits Orangina (CFPO).